# Pseudobaccharis spartioides
La escoba, pachana o pichanilla (Pseudobaccharis spartioides) es una especie de plantas de la familia de las asteráceas (Asteraceae), antes llamadas Compositae o compuestas.

## Descripción
Es un arbusto erecto, ramoso, glabro, de 0,5 a 1 m de alto. Las ramas flexuosas, estriadas, casi áfilas.
Tiene hojas diminutas, lineales, enteras, caducas. La flores se disponen en cimas codimbiformes en los extremos de las ramas. Los capítulos femeninos con involucro turbinado, de 6 a 7 mm de alto x 4 a 5 mm de diámetro; brácteas involucrales pluriseriadas, lineal-lanceoladas, agudas, glabras. Las flores todas femeninas, blancas, con corola cortamente ligulada. Capítulos masculinas por atrofia del ovario, con corola tubulosa pentalobada en el ápice. Tiene frutos aquenios laxamente pubescentes, papus blanco.

## Floración
En el hemisferio austral se encuentra en flor a fines de noviembre.

## Distribución geográfica
Especie ampliamente distribuida en Argentina, donde vive en suelos algo salobre desde Jujuy a Santa Cruz (Argentina). Ha sido citada para Chile y Uruguay. Busca zonas más húmedas y no demasiado expuestas.

## Uso popular
Se fabrican escobas. Las ramas, especialmente las jóvenes, son fuertemente aromáticas y la sustancia que origina el olor actúa como un repelente de mosquitos y pacas.

## Taxonomía
La especie fue descrita inicialmente como Heterothalamus spartioides por William Jackson Hooker, George Arnott Walker Arnott y tanto publicada como validada por Augustin Pyrame de Candolle en Prodromus systematis naturalis regni vegetabilis 7(1): 271, en 1838, actualmente es tanto un sinónimo como el basónimo de esta. Más adelante, sería transferida al género Psila por Ángel Lulio Cabrera en Boletín de la Sociedad Argentina de Botánica 5: 211, en 1955, nombre científico que también es un sinónimo actualmente; y ulteriormente sería transferida al género Pseudobaccharis por el mismo autor en Notas del Museo de la Plata, Botánica 9(46): 250, en 1944.